# Imperiul Tartarian

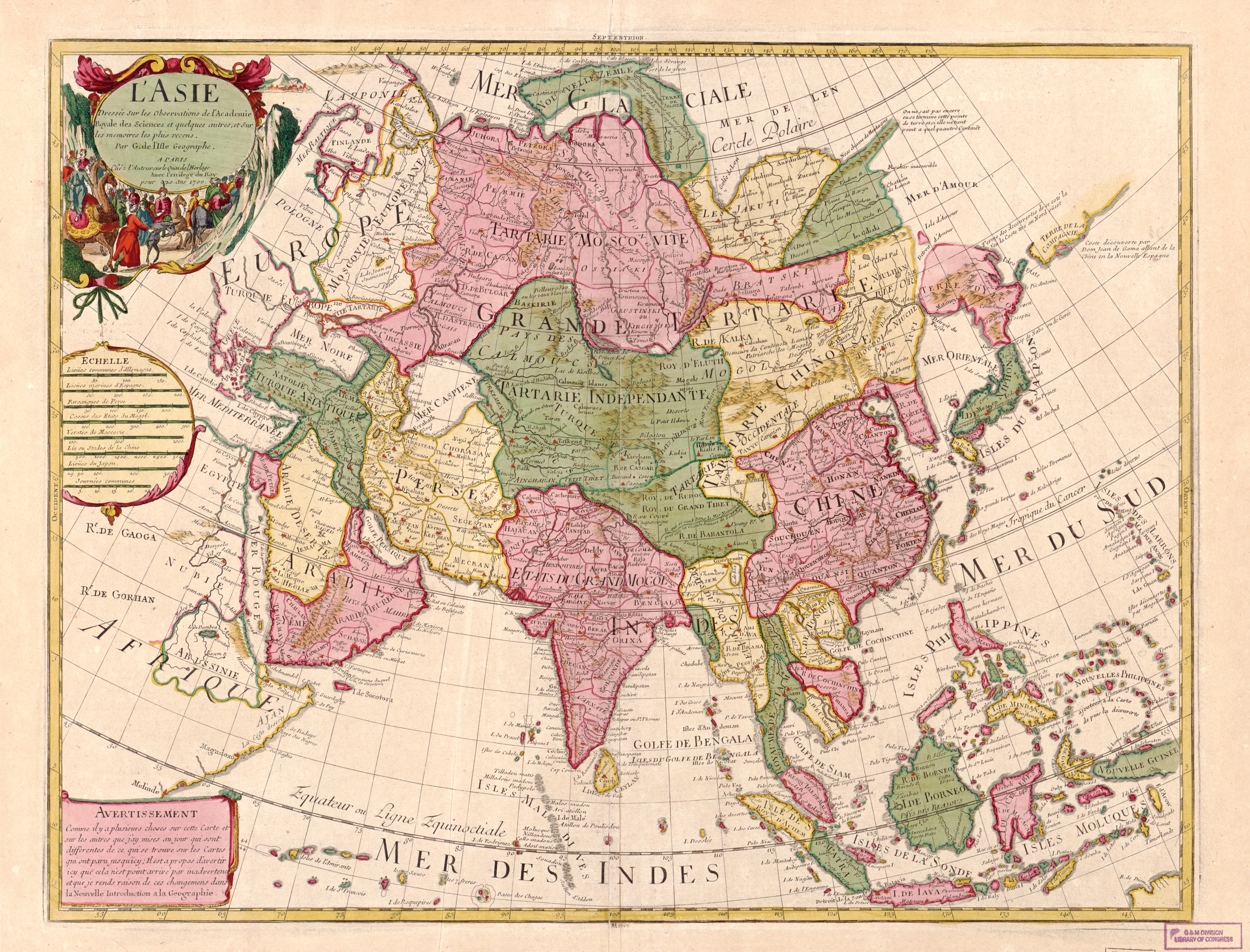
O hartă a Asiei din 1700, împărțind „Marea Tătarică” în „Tartaria moscovită”, „Tataria chineză” și „Tataria independentă”.

Tartaria este un nume istoric pentru Asia Centrală și Siberia. Ignoranța a dat naștere unor teorii ale conspirației, inclusiv idei despre un „trecut ascuns” și „inundații de noroi”. Astfel de teorii afirmă că Tartaria (sau „Imperiul Tartarian”) ar fi fost o civilizație pierdută, cu tehnologie și cultură avansate. Această idee ignoră istoria bine documentată a Asiei, din care face parte și Tartaria. În prezent, regiunea Tartaria acoperă o regiune care se întinde din centrul Afganistanului până la nordul Kazahstanului, precum și zone din actuala Mongolie, China și Orientul Îndepărtat Rus care formează „Tartaria Chineză”.

## Context
Teoria Tartariei Mari ca un ținut sau o civilizație pierdută care ar fi fost ștearsă din istorie a luat naștere în Rusia, cu aspecte care au apărut mai întâi în Noua Cronologie a lui Anatoli Fomenko și apoi au fost popularizate de istoria ocultă rasială a lui Nikolai Levașov. În pseudoștiința rusă, cunoscută pentru naționalismul său, Tartaria este prezentată ca numele „adevărat” al Rusiei, care a fost „ignorat” cu răutate de Occident. Societatea Rusă de Geografie a dezmințit teoria conspirației ca fiind o fantezie extremistă și, departe de a nega existența termenului, a folosit ocazia pentru a prezenta numeroase hărți ale „Tartariei” din colecția sa. Din 2016, teoriile conspirației despre presupusul imperiu pierdut al „Tartariei” au devenit populare pe internet, separat de cadrul naționalist rus inițial.

## Teoria conspirației

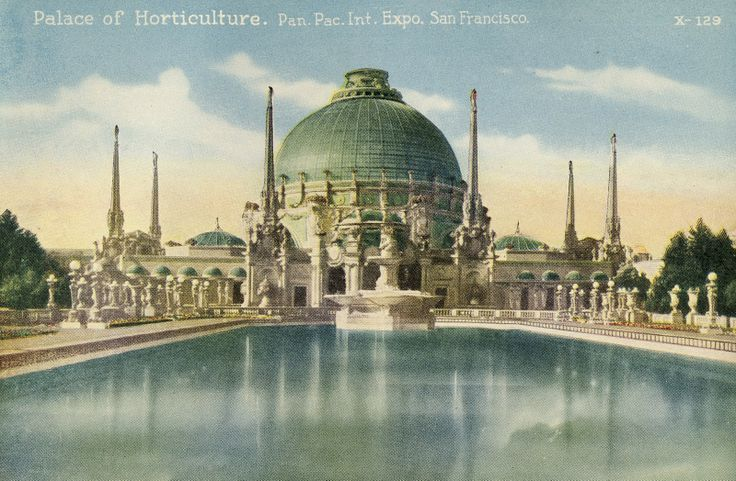
Palatul Horticulturii construit pentru Expoziția Internațională Panama-Pacific din 1915.

Versiunea globalizată a teoriei conspirației se bazează pe o viziune alternativă a istoriei arhitecturii. Adepții propun că unele clădiri demolate, cum ar fi Clădirea Singer, Gara Penn originală din New York sau terenurile temporare ale Târgului Mondial din 1915 au fost de fapt clădirile unui vast imperiu cu sediul în Tartaria, care a fost șters din istorie. Clădirile din Era strălucitoare în stil somptuos sunt adesea considerate ca fiind într-adevăr construite de presupusa Tartaria. Alte clădiri, cum ar fi Marile Piramide și Casa Albă, sunt prezentate în continuare ca structuri ale Tartariei. Teoria conspirației descrie vag modul în care o astfel de civilizație pretins avansată, care se presupune că a obținut pacea mondială, ar fi putut cădea și cum existența sa ar fi putut fi ascunsă.

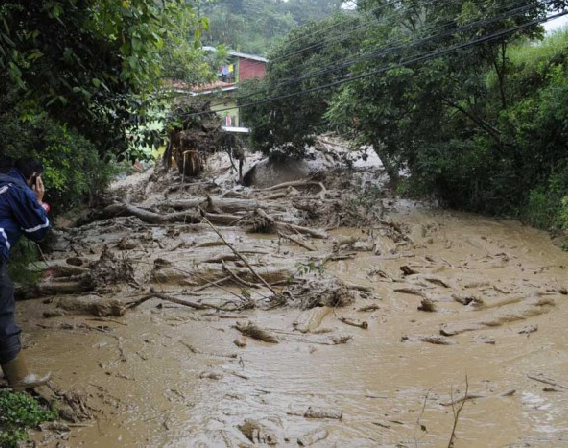
Distrugerea Imperiului Tartarian este de obicei atribuită unui colosal „potop de noroi”.

În teoria conspirației, un „potop de noroi” a șters o mare parte a lumii prin depopulare și astfel multe clădiri din întreaga lume ar avea elemente arhitecturale precum uși, ferestre și arcade scufundate la mulți metri sub „nivelul solului”. Atât Primul Război Mondial cât și Al Doilea Război Mondial sunt citate ca o modalitate prin care Tartaria a fost distrusă și ascunsă; campaniile extinse de bombardamente din Al Doilea Război Mondial ar fi distrus astfel multe clădiri istorice. Dovada generală a teoriei este că există stiluri similare de construcție în întreaga lume, cum ar fi clădirile capitolelor cu domuri sau fortificațiile stelate. De asemenea, mai multe fotografii de la începutul secolului al XX-lea par să arate pustii străzile a numeroase capitale din lume. Când oamenii încep să apară în fotografii, se observă un contrast izbitor între locuitorii cu căruțe cu cai de pe străzile noroioase și megastructurile de piatră elaborate, foarte ornamentate, care se înalță deasupra locuitorilor orașelor. Același lucru se vede însă și în orașele moderne, unde sărăcia extremă este în contrast cu zgârie-norii. 
Zach Mortice, în Bloomberg, consideră că teoria reflectă o nemulțumire culturală față de modernism și o presupunere că stilurile tradiționale sunt în mod inerent bune, iar stilurile moderne sunt rele. El descrie teoria drept un „QAnon⁠(d) al arhitecturii”.